# United States Road Racing Championship
L'United States Road Racing Championship (USRRC) était un championnat automobile américain organisé par le Sports Car Club of America (SCCA).

## Histoire
L'USRRC mettait aux prises des voitures de type « sport » (Grand Tourisme et Prototypes). Organisé de 1963 à 1968, il a cédé la place à partir de 1969 au championnat CanAm, également organisé par le SCCA. Le championnat a été relancé en 1998 et 1999 afin de concurrencer l'IMSA, autre organisateur américain, puis a été repris par le Grand-Am pour devenir le Rolex Sports Car Series à partir de 2000.

## Palmarès 1963-1968
| Saison | Pilote         |
| ------ | -------------- |
| 1963   | Bob Holbert    |
| 1964   | Jim Hall       |
| 1965   | George Follmer |
| 1966   | Chuck Parsons  |
| 1967   | Mark Donohue   |
| 1968   | Mark Donohue   |

## Palmarès 1998-1999
|      |           | Can-Am                                   | GT1                  | GT2                           | GT3                        |
| ---- | --------- | ---------------------------------------- | -------------------- | ----------------------------- | -------------------------- |
| 1998 | Équipe    | Dyson Racing                             | Panoz-Visteon Racing | Pettit Racing                 | Prototype Technology Group |
| 1998 | Pilote(s) | James Weaver                             | Thierry Boutsen      | Scott Sansone Cameron Worth   | Ross Bentley               |
| 1999 | Équipe    | Dyson Racing                             | non attribué         | Schumacher Racing             | Reiser/Callas Rennsport    |
| 1999 | Pilote(s) | Elliott Forbes-Robinson Butch Leitzinger | non attribué         | Larry Schumacher John O'Steen | Cort Wagner                |